# Konvergenz (Bildschirm)
Bei Röhrenbildschirmen für Farbwiedergabe müssen die Farben Rot, Grün und Blau, aus denen ein Bild besteht, miteinander zur Deckung gebracht (konvergiert) werden. Das nennt man Konvergenzeinstellung. Wenn die Farbauszüge nicht deckungsgleich sind, hat das Fernsehbild Farbsäume (die Farbränder liegen deutlich nebeneinander).
Um die Farben Rot, Grün und Blau zu konvergieren, benutzt man ein Testbild mit einem so genannten Konvergenzraster. Es besteht aus dünnen weißen horizontalen und vertikalen Linien auf schwarzem Hintergrund. Die Linien bestehen aus den Farben Rot, Grün und Blau und ergeben ein Raster von weißen Linien, wenn die drei Farben richtig übereinander liegen. Da die Farbe Grün auf dem Bildschirm, bei der Anordnung der Farben (Farbtrio), zwischen Rot und Blau liegt, wird sie als Referenz verwendet, die Lage der Farben Rot und Blau wird eingestellt. 
Bei der Produktion von Farbbildröhren wird das Weißraster nur zur Kontrolle der Konvergenz und zur  Linien-Fokussierung benutzt. Deshalb nennt man es auch Fokusraster.
Der Fokus wird an der dritten senkrechten Linie in Höhe der Mittellinie eingestellt, weil an dieser Stelle die Defokussierung am größten ist. Wird das Raster an dieser Stelle fokussiert (scharf gestellt), dann wird die Defokussierung zur Schirmmitte hin immer geringer. Somit erhält man ein einheitlich fokussiertes (scharfes) Fernsehbild.
Manche PC-Monitore erlauben es auch, die Konvergenz über das OSD-Menü einzustellen.

## Technik

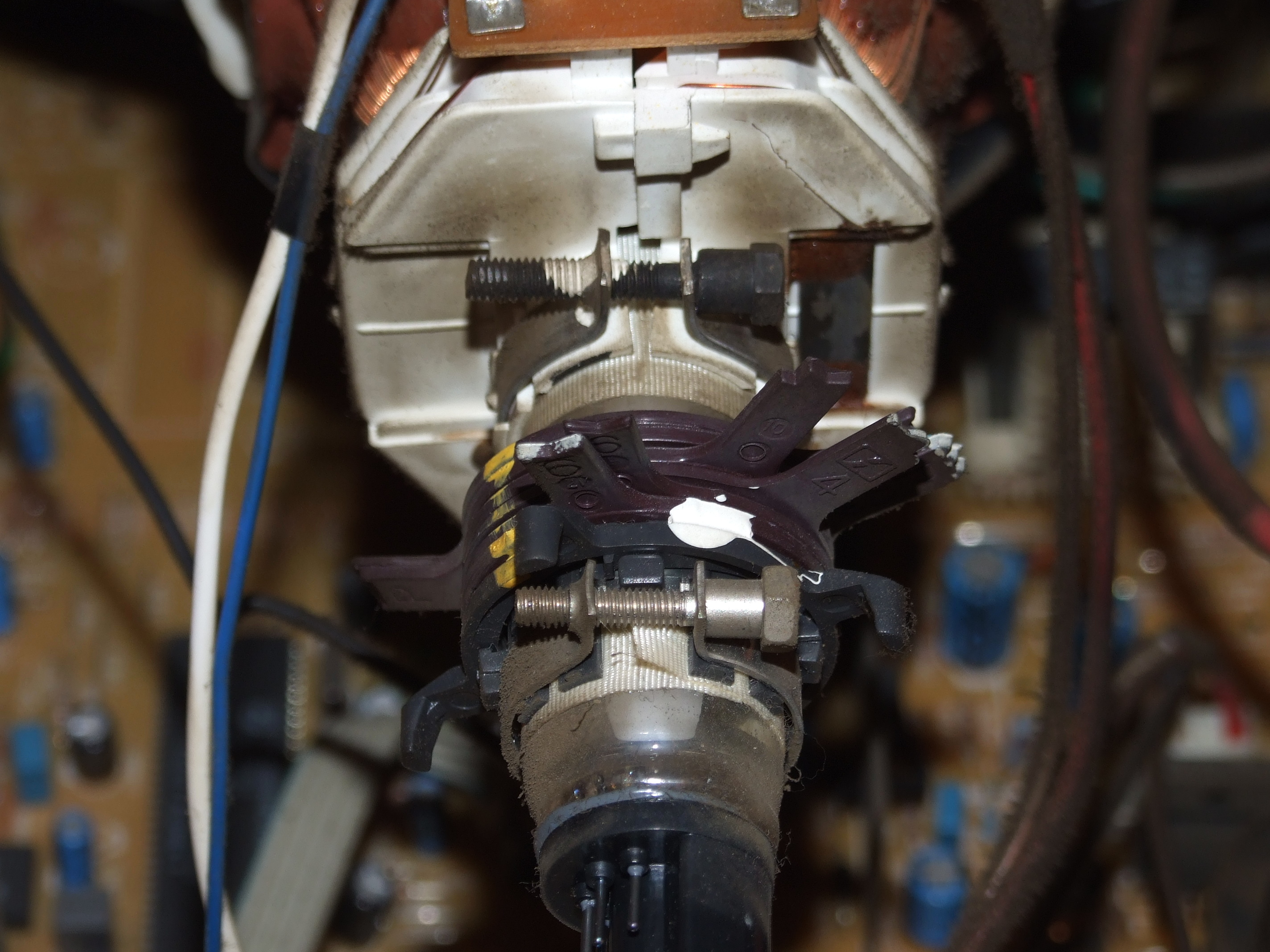
Konvergenz-Einsteller an einer Fernsehbildröhre

Die Konvergenz wird realisiert durch Magnetfelder, die in der Nähe des Bildröhrenhalses zusätzlich zu den Ablenkspulen auf die Elektronenstrahlen einwirken und diese in die gewünschte Richtung ablenken. Unterschieden wird zwischen statischer Konvergenz, die meist durch verschiebbare Permanentmagnete realisiert wird, und dynamischer Konvergenz. Letztere ist abhängig von der Intensität der Strahlablenkung und wird mittels Elektromagneten realisiert, deren Spulenströme von der horizontalen und vertikalen Ablenkspannung beeinflusst werden.
Die Magnete sind sämtlich außerhalb der Bildröhre angeordnet, deshalb beeinflusst eine Einstellung für ein bestimmtes Strahlsystem in geringerem Maße auch die der beiden anderen.
In der Frühzeit der Farbfernsehtechnik wurden Delta-Röhren verwendet, bei denen die Strahlsysteme für rot, grün und blau dreieckförmig angeordnet waren. Das bedingte eine sehr aufwendige Konvergenzeinstellung. Bis zu etwa 15 Einstellglieder mussten betätigt werden, deren Einstellungen sich teilweise gegenseitig beeinflussten. Die Einsteller waren meist in einem eigenen Schaltungsblock (Konvergenzeinheit) zusammengefasst. Durch die Einführung der Inline-Röhren Mitte der 1970er Jahre vereinfachte sich die Einstellung wesentlich, da sich die Strahlsysteme nun nebeneinander befanden (siehe nebenstehendes Bild).